# 冉冉
冉冉（1964年—），重庆市人，土家族，中华人民共和国政治人物、第十二届全国人民代表大会重庆地区代表。
毕业于西南师范大学中文系。2013年，担任全国人大代表。